# Саскэ Утиха
Саскэ Утиха (яп. うちは サスケ Утиха Сасукэ) — один из главных персонажей манги и аниме-сериала «Наруто». После того, как его старший брат уничтожил почти весь клан, Саскэ поставил своей целью его убийство, ради чего пытался стать сильнее любыми средствами. Однако вскрывшаяся после свершения мести правда открыла события прошлого в совершенно ином свете. Несмотря на то, что он проявляет сочувствие к своим товарищам по команде Наруто Удзумаки и Сакуре Харуно, чувство бессилия вынуждает Саскэ отказаться от друзей и дома в стремлении стать сильнее и найти Оротимару. Саскэ появляется в нескольких анимационных художественных фильмах и связанных с ними продуктах, в том числе в видеоиграх, OVA, а также в сюжете Boruto: Naruto the Movie (2015) и его продолжении, аниме-сериале Boruto: Naruto Next Generations (2016), в которых он союзник Конохи, поддерживающий свою деревню, и наставник сына Наруто Боруто Удзумаки.
Согласно сюжету произведения, он получил своё имя в честь отца Третьего Хокагэ, Саскэ Сарутоби, который, в свою очередь, был назван автором в честь популярного героя японской культуры. Утиха на японском очень похоже на слово утива, означающее «веер», который и является символом этого клана. Такой веер в прошлом использовали на придворных церемониях, для защиты солдат от стрел, и, в особенности, для раздувания огня. Что примечательно, члены клана Утиха используют техники, основанные на элементе огня.
Кисимото задумал Саскэ как соперника главного героя сериала Наруто Удзумаки. Несмотря на развитие мрачного характера Саскэ позже в этой истории, Кисимото избегал изображать его злодеем; он считал, что придумывать дизайн персонажа сложно, и ему было трудно создать подходящий для него образ. Тем не менее Кисимото научился получать удовольствие от процесса рисования героя. В анимационных адаптациях манги Саскэ был озвучен Нориаки Сугиямой на японском языке и Юрием Левенталем на английском.
Персонаж Саскэ получил смешанные отзывы аудитории аниме и манги. Его впечатляющие боевые навыки, координация действий и соперничество с Наруто Удзумаки получили некоторую похвалу, но Саскэ критиковали как стереотипного соперника в образе схожих персонажей из другой манги сёнэн и как проявителя холодной личности. Тем не менее характеристика Саскэ в последних частях истории и более зрелая личность в продолжениях заработали дополнительные положительные комментарии. Саскэ также высоко оценён в опросах читателей «Наруто» и стал предметом исследований ученых. Выпущены товары с образом персонажа, в том числе фигурки и брелоки для ключей.

## Сюжет

### Детство
Несмотря на огромный потенциал, который демонстрировал Саскэ, он вырос в тени своего старшего брата. Итати стал настоящим гением в использовании техник ниндзя — окончив в 7 лет Академию ниндзя с максимальными баллами, а в 8 лет научившись пользоваться наследственным признаком клана Утиха сяринганом, он уже в 10 лет стал тюнином, а в 13 лидером одной из команд АНБУ. Из-за безграничных способностей весь клан сосредоточил своё внимание именно на Итати, возлагая на него надежды по укреплению подорванных в последнее время взаимоотношений между кланом и другими жителями Конохи. Отец братьев и лидер клана, Фугаку, возлагал все свои надежды на первенца, уделяя всё меньше внимания Саскэ. Итати был единственным, кто признавал возможности младшего брата, однако сам зачастую отказывался помогать тому в тренировках. Даже после поступления в Академию ниндзя Саскэ не смог избавиться от положения «второго после Итати», хотя и был в своём классе лучшим в любой области. Фугаку продолжал сравнивать его со старшим сыном, не делая каких-либо положительных замечаний по поводу его индивидуальных черт характера.
После обвинения Итати в убийстве лучшего друга, отношения между ним и другими членами клана, в том числе с отцом, стали всё более ухудшаться. Его поведение становилось всё более странным, казалось, что он начал отдаляться от клана. Разочаровавшись в старшем сыне, Фугаку, наконец, стал уделять больше внимания младшему. Именно тогда он обучил Саскэ одной из самых знаменитых техник клана — дзюцу «Стихия огня: Огненный шар». И хотя первая его попытка овладением этой техникой оказалась провальной, тем не менее, Саскэ всего за несколько дней смог ей обучиться, продемонстрировав умение отцу.
Вскоре произошла трагедия. Саскэ, поздно вернувшийся с занятий в Академии ниндзя, обнаружил, что все члены клана Утиха мертвы. Зайдя в родительский дом, он увидел Итати, стоящего над телами отца и матери, и с помощью мангэкё сярингана, заставившего младшего брата смотреть на воспоминания того, как происходили убийства. Саскэ поначалу не мог поверить, что его родной брат мог подобное сделать, однако правда была жестокой. Уходя, Итати сказал младшему брату, почему оставил того в живых — он хотел встретиться с ним лицом к лицу вновь, когда Саскэ станет сильнее, чтобы, как и в случае с уничтожением клана, «просто испытать себя». С тех пор у Саскэ появилась единственная цель в жизни — отомстить за свой клан и убить брата.

### Первая часть

#### Команда № 7
Саскэ окончил Академию ниндзя с лучшим результатом среди всего выпуска, также как и ранее, в случае со старшим братом, считаясь практически гением военной науки, и вызывая восторженные отклики как единственный выживший в резне, учинённой за несколько лет до этого. Как только было объявлено о начале формирования команд под руководством опытных дзёнинов, каждая куноити выпускных классов мечтала оказаться в одной группе с Саскэ, но повезло в этом только Сакуре Харуно. Третьим же членом сформированной Команды № 7 стал Наруто Удзумаки, для уравновешивания силы групп, попавший туда как самый слабый ученик выпуска. Наруто, которому, к слову сказать, нравилась Сакура, и Саскэ сразу стали непримиримыми соперниками. Утиха поначалу не обращал никакого внимания на двух сотоварищей, считая их для себя обузой, лишь под настойчивостью Какаси Хатакэ, их сэнсэя, идя с ними на контакт. Тем не менее отношения Наруто и Саскэ постепенно переросли в конкуренцию, позволяя им обоим быстрее добиваться успехов.
Уже в первой серьёзной миссии команды по защите Тадзуны, Саскэ демонстрировал свои исключительные достоинства, в бою не уступая двум тюнинам из Селения Тумана, присланным убить строителя. Кроме того, некоторое время ему удавалось бороться наравне с Хаку, одарённым ниндзя, контролирующим одновременно два элемента — воду и воздух. После произошедших событий Саскэ начал видеть в Наруто достойного соперника, а иногда даже и друга.
Во время экзамена на звание тюнина, Оротимару, нукэнин и опасный преступник, искавший новое тело для продления своей жизни, оставил проклятую печать на шее у Саскэ, произвольная активация которой, причиняя боль своему носителю, в то же время позволяет использовать бо́льшую по сравнению с обычным состоянием силу. После окончания экзамена в лесу Какаси частично запечатывает метку Оротимару, сила которой теперь может освободиться лишь в зависимости от желания носителя.

#### Предательство
После атаки на Коноху ниндзя Селений Звука и Песка, и смерти Третьего Хокагэ от рук Оротимару, старший брат Саскэ впервые вернулся в свою родную деревню вместе с другим членом Акацуки, Кисамэ. Однако, прежде чем Итати нашёл Наруто, внутри которого запечатан разыскиваемый Акацуки Девятихвостый, его обнаружили и атаковали дзёнины Конохи Асума, Курэнай, Майто Гай и Какаси. В результате Итати и Кисамэ вынуждены были отступить, а Какаси на долгое время отправился в больницу. Узнав о возвращении брата, Саскэ сразу отправился на его поиски. Младший Утиха настиг Итати и Кисамэ, уже когда те обнаружили Наруто, путешествующего вместе с Дзирайей. Саскэ понял, что он ещё слишком слаб, столкнувшись с братом лицом к лицу и не сумев что-либо ему противопоставить. Лишь вмешательство Дзирайи заставило членов Акацуки отступить.
С этого момента Саскэ начал думать, будто бы его навыки со временем совсем не прогрессировали, и якобы бо́льшая сила Наруто подтверждала это. Подосланная Оротимару «Четвёрка Звука» предложила ему следовать за ними, обещая, что легендарный Саннин даст ему желанную силу. Саскэ, ослеплённый жаждой мести, согласился на это практически без колебаний. Последний раз проходя по центральной дороге Конохи, Саскэ встретил Сакуру, которая попыталась остановить его, признаваясь в любви и говоря, что не хочет оставаться одна. Однако сказав девушке «спасибо», он ударом лишил её сознания, не дав тем самым последовать за ним.
Покинув Коноху, «Четвёрка Звука» начала процесс активации второго уровня проклятой печати Саскэ. На следующее утро Наруто и группа, включающая Сикамару, Кибу, Тёдзи и Нэдзи, отправились на их преследование. Товарищам Наруто, не без помощи союзников — ниндзя Селения Песка Тэмари, Канкуро и Гаары, удалось победить членов Четвёрки Звука и высланного им в помощь Кимимаро, а самому Наруто настигнуть Саскэ в Долине Завершения, где когда-то сразились Мадара Утиха и Первый Хокагэ. Пытаясь «вернуть друга любой ценой», Удзумаки напал на него, однако потерпел поражение.
Что примечательно, в сюжете произведения проводится параллель между отношениями двух друзей, впоследствии ставшими противниками: Саскэ — Наруто и Оротимару — Дзирайя. Саскэ, так же как и Оротимару, ради получения силы предал свою деревню и своих друзей.

### Вторая часть
Спустя почти 3 года после окончания действия первой части аниме Саскэ по-прежнему оставался с Оротимару. В отличие от Кабуто Якуси и других подчинённых Саннина, благоговейно называвших его «Оротимару-сама», Утиха не проявлял каких-либо признаков уважения, также, как он никогда не называл Какаси Хатакэ сэнсэем. Несмотря на то, что теперь Саскэ являлся частью Селения Звука, он не носил налобную повязку, как это делали другие ниндзя.
После того как в результате секретной миссии вновь сформированная команда Сай—Сакура—Наруто под руководством Ямато оказались в одном из убежищ Оротимару, Саскэ, встретившись лицом к лицу со своими бывшими товарищами, остался к ним достаточно равнодушен, объясняя, что он разорвал все свои прежние отношения с друзьями, так как это отвлекало его от единственной цели — мести старшему брату. Завязался бой, во время которого Саскэ даже попытался убить Наруто своим новым мечом — катаной Кусанаги, однако его остановил Сай. Тогда Утиха продемонстрировал одно из своих новых дзюцу: усовершенствованное Тидори — Нагаси (Тидори, создаваемое всем телом, а не только сконцентрированное в руке). В бой вмешался Ямато, и в то же время Демон-Лис внутри Наруто стал призывать того высвободить силу бидзю. Саскэ, используя сяринган, удалось проникнуть в подсознание бывшего друга и увидеть внутри него Девятихвостого. Появление Оротимару и Кабуто, здраво рассудивших, что ниндзя Конохи ещё могут пригодиться для уничтожения членов Акацуки, заставило Утиху остановить бой, после чего все трое скрылись.
Спустя некоторое время, тело Оротимару начало постепенно отторгаться, из-за чего Саннин вынужден был бо́льшую часть времени проводить в постели, готовясь к пересадке души в тело Саскэ. Однако Утиха, так долго лелеявший эту идею, и даже высказавший Наруто при их последней встрече мысль, что готов отдать своё тело Оротимару, лишь бы стать сильнее, решил воспользоваться этим положением. Саскэ атаковал обессиленного Саннина, утверждая, что тот больше не сможет дать ему ничего нового. Оротимару, обретя свой истинный облик гигантского белого змея, попытался провести обряд перерождения, однако не смог ничего противопоставить силе сярингана и был им поглощён.

#### Битва с Итати
После уничтожения Оротимару Саскэ сформировал собственную команду, получившую название Хэ́би (яп. 蛇 досл. «Змея»), и объявил, что её цель — убийство Итати. В неё вошли:
- Суйгэцу Ходзуки — ниндзя Селения Тумана, бывший подопытный, виртуозно владеющий мечом Обезглавливателем, некогда принадлежавшим Дзабудзе;
- Карин Удзумаки — руководитель одной из баз Оротимару, способная искать, изучать и преследовать человека по его чакре;
- Дзюго — бывший заключённый, первоисточник проклятой печати, экспериментируя на котором, Оротимару создал свою метку.

Команда «Хэби» разделяется, пытаясь найти Итати в разных сторонах света. В своих поисках Саскэ встречает Дэйдару и Тоби, которые тут же нападают на него. Но сражение получается очень коротким, так как Дэйдара взрывает себя, используя мощнейшую технику СO (яп. シーオー Си Оо). Однако Саскэ выживает, спрятавшись во рту гигантского змея Ма́нды. После ещё одного долгого поиска Саскэ встречает старшего брата в пещере.
Там Саскэ, так долго мечтавший об уничтожении брата, получил от Итати (с помощью теневого клона) сообщение о том, где они смогут встретиться один на один — в одной из бывших баз клана Утиха. По дороге к Итати четверку останавливает Кисамэ, который по просьбе Итати пропускает только Саскэ. Перед началом боя Итати рассказал младшему брату о том, что в ночь уничтожения клана ему помогал Мадара Утиха — выживший основатель Конохи, и первый обладатель мангэкё сярингана. Во время битвы Итати пытался использовать сначала Цукуёми, а затем Аматэрасу против младшего брата, однако тому с большим трудом и используя проклятую печать Оротимару удавалось избежать серьёзных ранений. Тогда Итати использовал свою самую мощную технику — Сусаноо. Но в процессе битвы, из-за потери контроля проклятой печати, из тела Саскэ появился Оротимару со своей техникой в виде восьмиголового змея. Тем не менее Итати, используя Сусаноо и легендарный меч Тоцука, удалось убить Саннина, тем самым удалив проклятую печать с шеи Саскэ. После этого Итати направился к обессиленному брату, как казалось Саскэ, чтобы извлечь его глаза для овладения вечным мангэкё, однако старший брат лишь щёлкнул младшего пальцами по лбу, как это делал в детстве, и упал замертво. Битва закончилась, наблюдавший за ней со стороны Дзэцу не мог поверить своим глазам — Итати, пусть даже и сражавшийся не в полную силу, мёртв. Обессиленный Саскэ также потерял сознание.
Саскэ пришёл в себя в одной из баз Акацуки, пещере, рядом с Тоби, изъявившем желание рассказать об Итати правду. Попытавшись представиться, он снял свою маску, однако левый глаз Саскэ, встретившись с сяринганом Тоби, неожиданно активировался, направив на Мадару пламя Аматэрасу, которое, тем не менее, не причинило ему никакого вреда. Тоби объяснил, что это защита, которую, по всей видимости вместе с другими техниками, Итати оставил младшему брату.
Тоби рассказывает ему правдивую историю клана Утиха. Итати уничтожил клан по прямому приказу руководства Конохи — Дандзо, Хомуры и Кохары, при том, что Третий Хокагэ выступал против. Клан замышлял государственный переворот, и для предотвращения ещё большего кровопролития Итати было приказано истребить всех Утих. Более того, Итати искренне любил своего брата, и заботился о безопасности жителей деревни, ради чего и пошёл на эту миссию. Для себя он решил, что умрёт именно от рук Саскэ, и именно поэтому сохранил ему жизнь и заставил младшего брата ненавидеть его, тем самым делая сильнее. Он продумал их бой до мелочей — избавив брата от проклятой печати Оротимару, он передал все свои техники через прикосновение пальцами.
Пережитые эмоции от потери близкого и любимого человека, поспособствовали овладению Саскэ мангэкё сярингана. Теперь, переименовав свою команду в Та́ка (яп. 鷹 досл. «Ястреб»), он озвучил новую цель — полное уничтожение Конохи, считая каждого её жителя виновным в смерти брата.

#### В составе Акацуки
Фактически став частью Акацуки, первой миссией команды «Така» стала поимка Восьмихвостого и его дзинтюрики, Киллер Би, брата Четвёртого Райкагэ. Бой сложился не в пользу команды — Киллер Би сначала с лёгкостью одолел Суйгэцу и Дзюго, а затем и серьёзно ранил Саскэ, сумевшему выжить лишь благодаря помощи Карин. Следом Киллер Би воззвал к силе своего бидзю и слился с ним в единое существо, после чего опять серьёзно ранил Саскэ. В этот раз для помощи лидеру команды Дзюго отдал ему часть своей чакры, при этом на время приобретя внешность ребёнка. Собравшись с последними силами, Саскэ активировал мангэкё сяринган и использовал Аматэрасу. Объединённый с бидзю Киллер Би забился в адской боли, и часть Аматэрасу попала на Карин. Саскэ уже кровоточащими глазами сумел погасить огонь на обоих и вместе с Дзюго забрал тела лишённых чувств куноити и дзинтюрики. Однако впоследствии, при попытке членами Акацуки извлечь бидзю, оказалось, что это был лишь клон, а самому Киллер Би удалось сбежать.
Затем Мадара приказал команде «Така» отправляться на Совет пяти Кагэ. Столкнувшись с Райкагэ, Саскэ использовал Аматэрасу, из-за чего тот был вынужден отрубить свою руку. При появлении Гаары на месте битвы, Утиха использовал Сусаноо чтобы обрушить часть свода и направиться вместе с Карин к месту проведения основного собрания, где в это время члены Совета выясняли обстоятельства возможного контроля Дандзо над председателем собрания самураем Мифунэ. Исполняющему обязанности Хокагэ удалось скрыться при появлении Саскэ, чакру которого в это время подпитывал Дзэцу, высасывая её у других ниндзя. В то же время Мидзукагэ и Цутикагэ начали атаку, и вполне возможно, что Саскэ бы после этого погиб, однако его спас Мадара, перед подоспевшими Кагэ объявивший о начале Четвёртой войны синоби, после чего телепортировал Саскэ и Карин вместе с собой.
Спустя короткое время Тоби нашёл Дандзо и расправился с двумя его телохранителями, после чего перенёс для битвы с Хокагэ Саскэ и вылечившую его Карин. Дандзо высвободил правую руку, в которую, как оказалось, было имплантировано множество сяринганов, в том числе Сисуй Утихи, и попытался использовать мощнейшее дзюцу клана Утиха — Идзанаги, при котором любые реальные повреждения становились бы иллюзорными. Однако Саскэ, разгадав этот замысел, не дал ему завершить эту технику и убил своего врага, при этом ранив Карин. При появлении на месте событий Сакуры, Какаси и Наруто, Тоби телепортировал Саскэ в убежище Акацуки, а команда Какаси, в свою очередь, захватила Карин в плен.

#### Четвёртая Мировая война
После произошедших событий Саскэ, которому по его просьбе Тоби пересадил глаза Итати, овладел вечным мангэкё сяринганом, с его помощью Саскэ уничтожает оригинал белого Дзэцу, а затем отправляется на поле боя. По пути он сталкивается с отрядом клонов белого Дзэцу. Поймав одного из них в гэндзюцу, Саскэ узнаёт, что сейчас идёт война, а затем уничтожает весь отряд с помощью своих новых глаз. Саскэ сразу догадывается, что Тоби начал войну из-за того, что ему нужен Наруто. Саскэ клянётся убить Наруто и идёт дальше, но по пути сталкивается с Итати, который объясняет ему причину, по которой он не стал убивать Саскэ в ту ночь, когда он убил почти всех Утих. Позже вместе с братом он находит Кабуто и начинает с ним сражение. После победы над Кабуто Итати отменяет Эдо Тэнсей и, прощаясь с Саскэ, возвращается в загробный мир. После этого Саскэ находят Суйгэцу и Дзюго и те передают ему свиток, найденный Суйгэцу в одном из убежищ Оротимару. С помощью проклятой печати Анко, Саскэ воскрешает Оротимару чтобы тот помог обрести истиную силу Утих. После победы над Кагуей Саскэ вызвал Наруто на бой, однако, увидев неправильность своих действий, сдался и ушел путешествовать по миру.